# Élections générales ténoises de 1902
 (mai 2016).
Si vous disposez d'ouvrages ou d'articles de référence ou si vous connaissez des sites web de qualité traitant du thème abordé ici, merci de compléter l'article en donnant les références utiles à sa vérifiabilité et en les liant à la section « Notes et références ».
Les élections générales ténoises de 1902 se déroulent le 21 mai 1902 afin d'élire les députés de l'Assemblée législative des Territoires du Nord-Ouest. Il s'agit des  5es élections générales et des dernières avec des partis politiques dans cet État. En 1905, les élections se déroulent dans deux États, l'Alberta et la Saskatchewan.

## Résultats
| Parti | Parti                            | Chef                             | # de candidats | Élus | Voix   | Voix    |
| Parti | Parti                            | Chef                             | # de candidats | Élus | #      | %       |
| ----- | -------------------------------- | -------------------------------- | -------------- | ---- | ------ | ------- |
|       | Libéral-conservateur             | Frederick Haultain               | 32             | 21   | 8 319  | 47,70 % |
|       | Libéral                          | Donald McDonald                  | 21             | 7    | 5 067  | 29,06 % |
|       | Indépendant                      | Indépendant                      | 11             | 6    | 3381   | 19,39 % |
|       | Indépendant libéral              | Indépendant libéral              | 1              | 1    | 362    | 2,07 %  |
|       | Indépendant libéral-conservateur | Indépendant libéral-conservateur | 1              | -    | 310    | 1,78 %  |
| Total | Total                            | Total                            | 66             | 35   | 17 439 | 100 %   |